# Desencuentro (canção)
"Desencuentro" é o segundo single do cantor porto-riquenho Residente, lançado em 24 de março de 2017 como o segundo single do seu álbum de estreia solo de 2017 Residente. Tem a participação da cantora francesa de indie pop SoKo e seu vídeo foi indicado ao Grammy Latino de Melhor Vídeo Musical - Versão Curta.

## Composição e letras
A faixa tem violinos, violas, violoncelos, harpas, flautim, guitarras e uma trompa. Foi composta por Residente, Francis Pérez e SoKo e conta a história "de duas pessoas que são perfeitas uma para a outra mas, ao mesmo tempo, incompatíveis":
| “ | Pode ser sua alma gêmea, mas eles estão em órbitas diferentes. Mesmo que eles se conheçam, eles vivem em uma incompatibilidade. A mesma coisa acontece entre as pessoas que conhecemos, os países, e os momentos em geral. Desentendimento pode existir em tantas coisas. | ” |

Foi a primeira canção a ser escrita para o álbum, antes de Residente começar sua viagem ao redor do mundo. Sobre ela, ele disse: "Tudo que está em meus álbuns são coisas que me cercam, e isso [amor] também me cerca. Relações humanas, relações como um casal -- é algo que me afeta e que eu gosto."

## Vídeo
O single recebeu um vídeo promocional filmado no icônico restaurante Polidor em Paris e produzido pela Iconoclast (França) e La Tara (Porto Rico). Ele estrela Charlotte Le Bon e Édgar Ramírez como um homem e uma mulher dentro de um restaurante que demoram para se encontrar devido a uma série de eventos acidentais e cômicos.
Residente escolheu a França como local do cliipe porque ele se sentiu conectado a ela, posto que seu DNA vem parcialmente de lá, e também porque é o país do amor, mas que tal imagem tem entrado em conflito com ataques terroristas recentes.